# ピエール・ド・ラ＝リュー

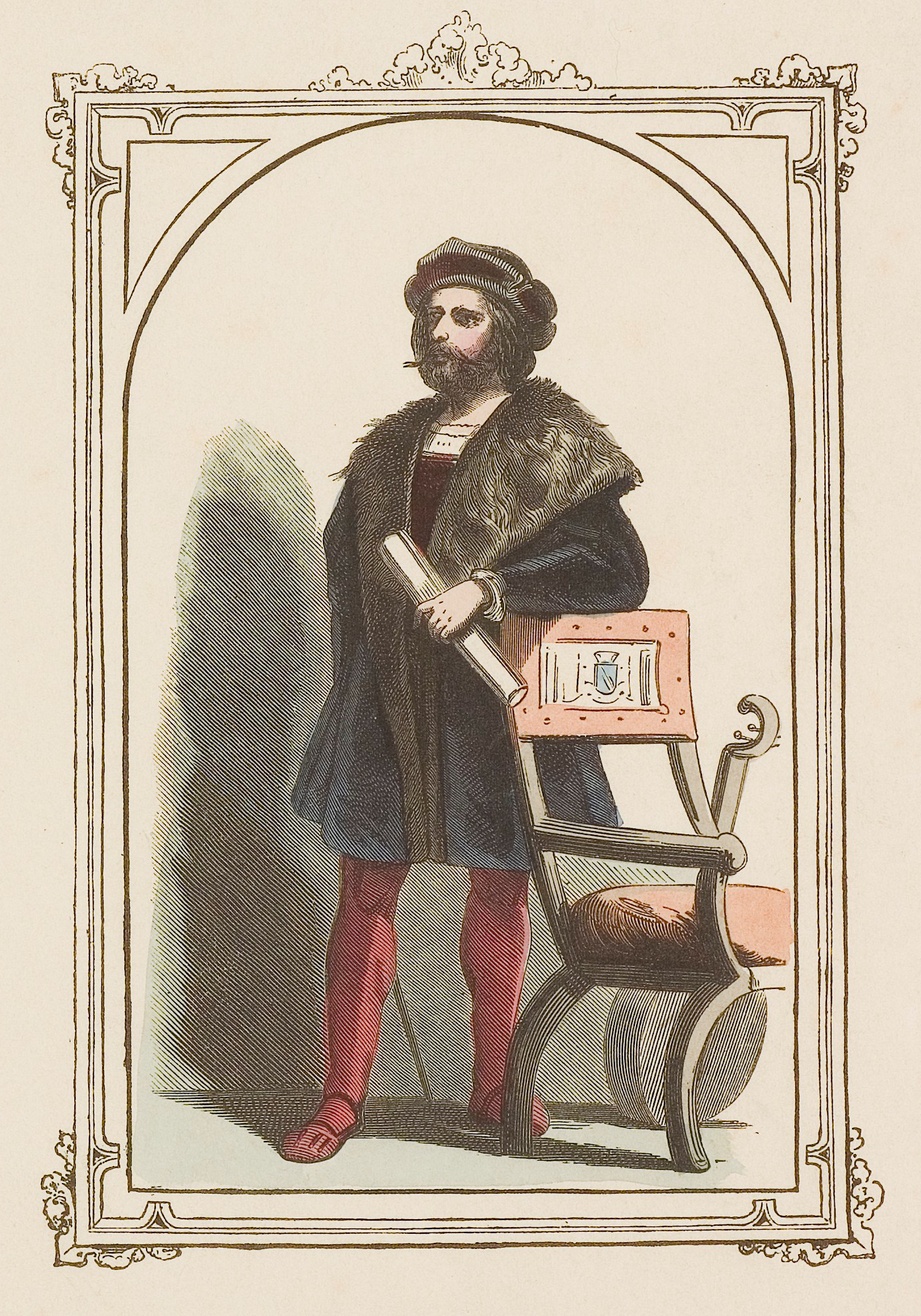
ピエール・ド・ラ＝リュー

ピエール・ド・ラ＝リュー(Pierre de La Rue, 1460年頃～1518年11月20日）はルネサンス音楽の作曲家。ジョスカン・デ・プレと同世代の作曲家で、アレクサンダー・アグリーコラやアントワーヌ・ブリュメル、ロイゼ・コンペール、イザーク、ヤーコプ・オブレヒト、ガスパル・ファン・ヴェールベケらと並んで、15世紀末から16世紀初頭にかけてネーデルラント楽派様式の指導力を担った一人。フラマン語名ペテレス・ファン・ストラーテン（Peteren van Straten）も伝えられている。

## 生涯
現在はベルギー領のトゥルネーに生れたらしいが、幼少期に関する記録はほとんど残っていない。音楽活動に関して信頼のおける最初の文書は、シエナ大聖堂（イタリア・シエーナ）にあり、そこで1483年から1485年まで歌手として雇われていた。その後は1492年に、スヘルトーヘンボス（'s-Hertogenbosch）大聖堂（今日のオランダ領）に赴任するが、その翌年から神聖ローマ皇帝マクシミリアン1世の宮廷礼拝堂に加わった。残りの経歴はブリュッセルに集中しているが、少なくとも2度スペインを訪れ、しばらくメヘレン、クルトレー（Courtrai）でも過ごした。クルトレーはラ＝リュー臨終の地でもある。同地にあるラ＝リューの墓碑銘は、フランスやハンガリーの宮廷にも仕えたことをほのめかしているものの、このことを実証するものは何も残されていない。
ラ＝リューはスペインを訪れた際、同時代に活躍していたフランドル楽派の作曲家たち（例えばジョスカン、イザーク、ロベール・ド・フェヴァンなど）に出会っており、こうした出会いがラ＝リューの作曲様式の発展に決定力を持っていたようだ。

## 創作
ラ＝リューはミサ曲、モテット、マニフィカト、エレミアの哀歌、シャンソンを作曲しており、ジョスカンを別にすれば、全般的に同時代の作曲家よりも作曲様式の幅の広さを示している。作曲活動はわずか20年間しか行われなかったようだが、イタリアから帰国してからの作品はどれも厳密に年代設定をすることはほとんど不可能なのであるが、たいていの作品は1500年頃に支配的だった流行の様式にしたがっている。様式的に見ると、ラリュー作品は、同時代に活動した作曲家のうち誰よりもジョスカンに近い。事実、誤って判定された偽作は、たいていジョスカンかラリューの両方ということに落ち着きがちだった。
ほとんどのミサ曲は4声または5声のために作曲されているが、中には6声のためのものもある。その一つであるミサ曲《めでたし、いとど聖なるマリア Missa Ave sanctissima Maria 》は6声のカノンで、作曲技法上の難度の高い離れ業は、オケゲム作品と言っても通じるほどである。ミサ曲はほとんどが定旋律を用いているが、折に触れてパロディ・ミサも作曲された。ラリューはコントラストをつけるために、好んでテクスチュアに変化を与え、しばしば全声部が動く楽節の途中に、2声だけの箇所を挿入した。
ピエール・ド・ラ＝リューのモテットは、ほとんどが4声部のための作品であり、ジョスカンの様式とは違って最初からというわけではないものの、通模倣様式をとっている。30曲のシャンソンは様式の多様性を見せており、（たとえばエーヌ・ヴァン・ギゼゲムやジル・バンショワに見られるような）後期ブルゴーニュ楽派の様式に似たものから、より流麗な通模倣様式を用いたものまで様々である。またラ＝リューは、イタリアに滞在したにもかかわらず、（ジョスカンやコンペールとは違い、）軽快でホモフォニーを基調としたイタリアのフロットーラのテクスチュアを採用することはなかった。

## 関連文献
- Gustave Reese, Music in the Renaissance. New York, W.W. Norton & Co., 1954. ISBN 0-393-09530-4
- Davison, Nigel (January 1962). "The Motets of Pierre de la Rue". The Musical Quarterly. Oxford University Press. 48 (1): 19–35. doi:10.1093/mq/xlviii.1.19. JSTOR 740214.
- Martin Staehelin, "Pierre de La Rue," in The New Grove Dictionary of Music and Musicians, ed. Stanley Sadie. 20 vol. London, Macmillan Publishers Ltd., 1980. ISBN 1-56159-174-2
- Meconi, Honey. L. Macy, ed. Pierre de la Rue. Grove Music Online. Retrieved 29 October 2010. (subscription required)
- Honey Meconi, Pierre de la Rue and Musical Life at the Habsburg-Burgundian Court. Oxford, Oxford University Press. 2003. ISBN 0-19-816554-4
- Andrew H. Weaver, "Aspects of Musical Borrowing in the Polyphonic Missa de Feria of the Fifteenth and Sixteenth Centuries." Honey Meconi, ed., Early Musical Borrowing. New York and London, Routledge. 2004. ISBN 0-8153-3521-0
- Nigel St. J. Davison, J. Evan Kreider and T. Herman Keahey: 1989-1998. Pierre de la Rue - Opera Omnia; Corpus Mensurabilis Musicae 97, Nine Volumes, American Musicological Society, Hanssler-Verlag